# Egyszer volt… a Föld
Az Egyszer volt… a Föld (eredeti cím: Il était une fois… notre terre) 2008-tól 2011-ig futott francia televíziós 2D-s számítógépes animációs sorozat, amelynek alkotója, írója és rendezője Albert Barillé, az Egyszer volt... sorozatok része. A tévéfilmsorozat a Procidis gyártásában készült. Műfaját tekintve ismeretterjesztő filmsorozat és sci-fi filmsorozat. Franciaországban a Gulli és a France 3 vetítette. Magyarországon az M1, a Minimax és a Da Vinci Learning sugározta. Mind a három adó másik magyar változattal adta. A három magyar változat közül a harmadikkal az M2 és a Kiwi TV is műsorára tűzte.

## Ismertető
A sorozat részletesen bemutatja bolygónk jelenlegi ökoszisztémáját és rámutat azokra a főbb környezeti problémákra, melyek hosszútávon veszélyeztetik a Föld élővilágát és a civilizációt.

## Epizódok
| Cím | Magyar cím | Magyar cím                     | Magyar cím                     | Francia cím                          |
| Adó | M1         | Minimax                        | Da Vinci Learning              | Gulli / FR3                          |
| --- | ---------- | ------------------------------ | ------------------------------ | ------------------------------------ |
| 1.  |            | A bolygó őrei                  | A bolygó őrei                  | Les Héritiers de la planète          |
| 2.  |            | A magas észak éghajlata        | A messzi észak klímája         | Climat: Le Grand Nord                |
| 3.  |            | India és a víz                 | India becses vize              | L'eau précieuse en Inde              |
| 4.  |            | A Száhel övezet kincse, a víz  | A Száhel övezet kincse, a víz  | L'eau précieuse du Sahel             |
| 5.  |            | Az amazonasi esőerdők          | Az amazonasi esőerdők          | La Forêt Amazonienne                 |
| 6.  |            | Elapadó energia                | Elapadó energia                | Nos énergies s'épuisent              |
| 7.  |            | Méltányos kereskedelem         | Méltányos kereskedelem         | Le Commerce Equitable                |
| 8.  |            | Szemetesládánk: a tenger       | Szemetesládánk: a tenger       | La mer poubelle                      |
| 9.  |            | Ökoszisztémák                  | Ökoszisztémák                  | Les Ecosystèmes                      |
| 10. |            | A világ vize                   | A világ vize                   | L'eau précieuse dans le monde        |
| 11. |            | Szegénység a világban          | Szegénység a világban          | La pauvreté dans le monde            |
| 12. |            | A világ erdői                  | A világ erdői                  | Forêts du monde                      |
| 13. |            | Túlzásba vitt halászat         | Túlzásba vitt halászat         | La pêche abusive                     |
| 14. |            | Éghajlatunk eredete            | Éghajlatunk eredete            | Climat: origines                     |
| 15. |            | Mezőgazdaság                   | Mezőgazdaság                   | L'agriculture                        |
| 16. |            | A fajok sokszínűsége           | A fajok sokszínűsége           | La biodiversité                      |
| 17. |            | Az éghajlatváltozás hatása     | Az éghajlatváltozás hatása     | Climat, les effets                   |
| 18. |            | Újrahasznosítás                | Újrahasznosítás                | Le Recyclage                         |
| 19. |            | A világ asszonyai              | A világ asszonyai              | Les Femmes dans le monde             |
| 20. |            | Gyermekmunka - gyerekkatonák   | Gyermekmunka - gyerekkatonák   | Enfants au travail - Enfants Soldats |
| 21. |            | Alternatív energiák            | Alternatív energiák            | Énergies: des solutions              |
| 22. |            | Házak és városok               | Házak és városok               | La maison et la ville                |
| 23. |            | Éghajlatváltozás és megoldások | Éghajlatváltozás és megoldások | Climat, les solutions                |
| 24. |            | Egészségügy és oktatás         | Egészségügy és oktatás         | Santé, éducation                     |
| 25. |            | Új technológiák                | Új technológiák                | Technologies                         |
| 26. |            | Holnap                         | Milyen lesz a holnap?          | Et Demain?                           |

## Szereplők
| Szereplő         | Szereplő    | Magyar hang  | Magyar hang       | Francia hang    | Leírás                                                         |
| Magyar név       | Francia név | Minimax      | Da Vinci Learning | Canal+ / FR3    | Leírás                                                         |
| ---------------- | ----------- | ------------ | ----------------- | --------------- | -------------------------------------------------------------- |
| Mester           | Maestro     | Gruber Hugó  | Bácskai János     | Roger Carel     | Az ősz hajú, ősz szakállú férfi, aki a gyerekek tanítómestere. |
| Peti / Piero     | Pierrot     | Sörös Miklós | ?                 | Olivier Destrez | A barna hajú fiú.                                              |
| Kis dagi         | Jumbo       | ?            | Czető Roland      | ?               | A vörös hajú fiú.                                              |
| Kriszta          | Psi         | Kelemen Kata | Kántor Kitty      | Annie Balestra  | A fekete hajú lány.                                            |
| Pircsi / Pierett | Pierrette   | ?            | ?                 | Annie Balestra  | A szőke hajú lány.                                             |
| Grummo / Morci   | ?           | ?            | Bogdán Gergő      | ?               | A vörös hajú, nagy orrú rossz fiú.                             |
| Tenyő / Melák    | ?           | Maday Gábor  | Előd Botond       | ?               | A barna hajú, nagy orrú rossz fiú.                             |
| Annie            | ?           | ?            | ?                 | ?               | A szőke hajú lány, fehér ruhában.                              |
| Julia            | ?           | ?            | ?                 | ?               | A szőke hajú lány, kék ruhában.                                |
| Monia            | ?           | ?            | ?                 | ?               | A fekete hajú lány narancs nadrágban.                          |
| Szimon           | ?           | ?            | ?                 | ?               | A fekete hajú, szemüveges fiú.                                 |